# Grand Prix de Long Beach
Le Grand Prix de Long Beach (officiellement dénommé Toyota Grand Prix of Long Beach) est un événement de compétition automobile organisé sur le circuit urbain de Long Beach une fois par an. C'est la plus vieille course automobile américaine disputée sur un circuit urbain.
Actuellement, le Grand Prix est disputé dans le cadre de l'IndyCar et de courses supports comme l'Indy Lights et l'American Le Mans Series mais aussi des courses de démonstration comme la Formula Drift ou la Toyota Pro/Celebrity Race.

## Historique

### Formule 5000
Le Grand Prix de Long Beach a vu le jour en 1975, année où les rues de Long Beach ont accueilli une course de Formule 5000.

### Formule 1
Le succès populaire de l'épreuve permit de prétendre dès l'année suivante à l'organisation d'une manche du championnat du monde de Formule 1, sous le titre de Grand Prix des États-Unis Ouest, qui se disputera de 1976 à 1983. Le Grand Prix automobile des États-Unis Est se disputait, lui, à Watkins Glen (de 1976 à 1980), puis à Détroit (1982 et 1983).

### CART/Champ Car
En 1984, le championnat du monde quitta Long Beach, dont le Grand Prix fut intégré au championnat de monoplace nord-américain CART, qui prendra le nom de Champ Car à partir de 2004. Généralement placé en ouverture de saison, l'épreuve s'est affirmée au fil des années comme l'une des plus prestigieuses du championnat, notamment en raison du fort engouement du public.

### IndyCar
En 2008, à la suite de l'absorption du Champ Car, le Grand Prix est intégré au championnat rival IndyCar Series. Toutefois, en raison du caractère tardif de ce mouvement et d'un conflit de date avec une autre épreuve de l'IndyCar, l'épreuve n'est disputée que par les concurrents et selon la réglementation du défunt Champ Car, tout en donnant lieu à une attribution de points pour le championnat IndyCar Series 2008. Ce n'est donc qu'en 2009 que l'épreuve devient une manche à part entière de l'IndyCar Series.
L'édition 2020, initialement prévue le 19 avril, est annulée, en raison de la pandémie de maladie à coronavirus.

## Palmarès
| Année | Vainqueur                                               | Voiture                                                 | Formule - championnat                                   | Résultats                                               |
| 1975  | Brian Redman                                            | Lola-Chevrolet                                          | Formule 5000                                            | Résultats                                               |
| 1976  | Clay Regazzoni                                          | Ferrari                                                 | Formule 1 (GP USA-Ouest)*                               | Résultats                                               |
| 1977  | Mario Andretti                                          | Lotus-Cosworth                                          | Formule 1 (GP USA-Ouest)*                               | Résultats                                               |
| 1978  | Carlos Reutemann                                        | Ferrari                                                 | Formule 1 (GP USA-Ouest)*                               | Résultats                                               |
| 1979  | Gilles Villeneuve                                       | Ferrari                                                 | Formule 1 (GP USA-Ouest)*                               | Résultats                                               |
| 1980  | Nelson Piquet                                           | Brabham-Cosworth                                        | Formule 1 (GP USA-Ouest)*                               | Résultats                                               |
| 1981  | Alan Jones                                              | Williams-Cosworth                                       | Formule 1 (GP USA-Ouest)*                               | Résultats                                               |
| 1982  | Niki Lauda                                              | McLaren-Cosworth                                        | Formule 1 (GP USA-Ouest)*                               | Résultats                                               |
| 1983  | John Marshall Watson                                    | McLaren Cosworth                                        | Formule 1 (GP USA-Ouest)*                               | Résultats                                               |
| 1984  | Mario Andretti                                          | Lola-Cosworth                                           | CART World Series                                       | Résultats                                               |
| 1985  | Mario Andretti                                          | Lola-Cosworth                                           | CART World Series                                       | Résultats                                               |
| 1986  | Michael Andretti                                        | March-Cosworth                                          | CART World Series                                       | Résultats                                               |
| 1987  | Mario Andretti                                          | Lola-Chevrolet/Ilmor                                    | CART World Series                                       | Résultats                                               |
| 1988  | Al Unser Jr.                                            | March-Chevrolet/Ilmor                                   | CART World Series                                       | Résultats                                               |
| 1989  | Al Unser Jr.                                            | Lola-Chevrolet/Ilmor                                    | CART World Series                                       | Résultats                                               |
| 1990  | Al Unser Jr.                                            | Lola-Chevrolet/Ilmor                                    | CART World Series                                       | Résultats                                               |
| 1991  | Al Unser Jr.                                            | Lola-Chevrolet/Ilmor                                    | CART World Series                                       | Résultats                                               |
| 1992  | Danny Sullivan                                          | Galmer-Chevrolet/Ilmor                                  | CART World Series                                       | Résultats                                               |
| 1993  | Paul Tracy                                              | Penske-Chevrolet/Ilmor                                  | CART World Series                                       | Résultats                                               |
| 1994  | Al Unser Jr.                                            | Penske-Ilmor                                            | CART World Series                                       | Résultats                                               |
| 1995  | Al Unser Jr.                                            | Penske-Mercedes-Benz/Ilmor                              | CART World Series                                       | Résultats                                               |
| 1996  | Jimmy Vasser                                            | Reynard-Honda                                           | CART World Series                                       | Résultats                                               |
| 1997  | Alessandro Zanardi                                      | Reynard-Honda                                           | CART World Series                                       | Résultats                                               |
| 1998  | Alessandro Zanardi                                      | Reynard-Honda                                           | CART World Series                                       | Résultats                                               |
| 1999  | Juan Pablo Montoya                                      | Reynard-Honda                                           | CART World Series                                       | Résultats                                               |
| 2000  | Paul Tracy                                              | Reynard-Honda                                           | CART World Series                                       | Résultats                                               |
| 2001  | Hélio Castroneves                                       | Reynard-Honda                                           | CART World Series                                       | Résultats                                               |
| 2002  | Michael Andretti                                        | Reynard-Honda                                           | CART World Series                                       | Résultats                                               |
| 2003  | Paul Tracy                                              | Lola-Cosworth                                           | CART World Series                                       | Résultats                                               |
| 2004  | Paul Tracy                                              | Lola-Cosworth                                           | Champ Car World Series                                  | Résultats                                               |
| 2005  | Sébastien Bourdais                                      | Lola-Cosworth                                           | Champ Car World Series                                  | Résultats                                               |
| 2006  | Sébastien Bourdais                                      | Lola-Cosworth                                           | Champ Car World Series                                  | Résultats                                               |
| 2007  | Sébastien Bourdais                                      | Panoz-Cosworth                                          | Champ Car World Series                                  | Résultats                                               |
| 2008  | Will Power                                              | Panoz-Cosworth                                          | IndyCar Series**                                        | Résultats                                               |
| 2009  | Dario Franchitti                                        | Dallara-Honda                                           | IndyCar Series                                          | Résultats                                               |
| 2010  | Ryan Hunter-Reay                                        | Dallara-Honda                                           | IndyCar Series                                          | Résultats                                               |
| 2011  | Mike Conway                                             | Dallara-Honda                                           | IndyCar Series                                          | Résultats                                               |
| 2012  | Will Power                                              | Dallara-Chevrolet                                       | IndyCar Series                                          | Résultats                                               |
| 2013  | Takuma Satō                                             | Dallara-Honda                                           | IndyCar Series                                          | Résultats                                               |
| 2014  | Mike Conway                                             | Dallara-Chevrolet                                       | IndyCar Series                                          | Résultats                                               |
| 2015  | Scott Dixon                                             | Dallara-Chevrolet                                       | IndyCar Series                                          | Résultats                                               |
| 2016  | Simon Pagenaud                                          | Dallara-Chevrolet                                       | IndyCar Series                                          | Résultats                                               |
| 2017  | James Hinchcliffe                                       | Dallara-Honda                                           | IndyCar Series                                          | Résultats                                               |
| 2018  | Alexander Rossi                                         | Dallara-Honda                                           | IndyCar Series                                          | Résultats                                               |
| 2019  | Alexander Rossi                                         | Dallara-Honda                                           | IndyCar Series                                          | Résultats                                               |
| 2020  | Édition annulée en raison de la pandémie de coronavirus | Édition annulée en raison de la pandémie de coronavirus | Édition annulée en raison de la pandémie de coronavirus | Édition annulée en raison de la pandémie de coronavirus |
| 2021  | Colton Herta                                            | Dallara-Honda                                           | IndyCar Series                                          | Résultats                                               |
| 2022  | Josef Newgarden                                         | Dallara-Chevrolet                                       | IndyCar Series                                          | Résultats                                               |
| 2023  | Kyle Kirkwood                                           | Dallara-Honda                                           | IndyCar Series                                          | Résultats                                               |
| 2024  | Scott Dixon                                             | Dallara-Honda                                           | IndyCar Series                                          | Résultats                                               |

* Lorsque le Grand Prix a fait partie du championnat du monde de Formule 1, l'épreuve était nommée « Grand Prix automobile des États-Unis Ouest ».

**  En 2008, bien qu'intégrée au calendrier de l'IndyCar Series, la course s'est disputée selon la réglementation technique propre au Champ Car, et uniquement avec des pilotes issus de ce championnat.

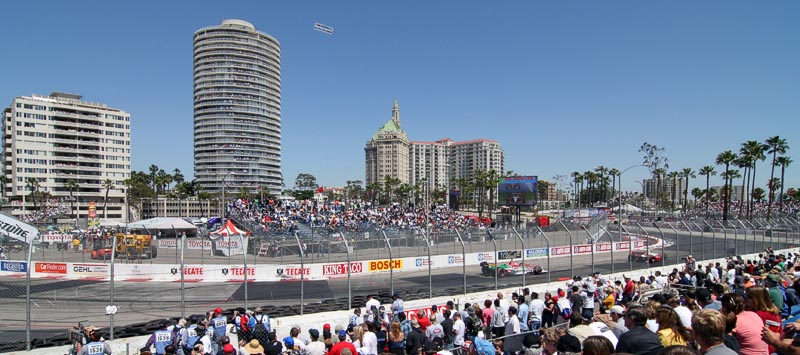
Édition 2005 du Grand Prix de Long Beach.